# Club Deportivo Juventud Olímpica Metalio
Maillots
Le CD Juventud Olímpica Metalio est un club de football salvadorien, fondé en 1939 et disparu en 2007. Le club était basé à Sonsonate.
Le club remporte le championnat de Primera División en 1971 et 1973, et termine au second rang en 1953, 1964, 1972 et 1975.

## Palmarès
- Championnat du Salvador (2)
  - Champion : 1971 et 1973
  - Vice-champion : 1953, 1964, 1972 et 1975